# Шеріл Гіллан
Шеріл Еліс Кендалл Гіллан (англ. Cheryl Elise Kendall Gillan; 21 квітня 1952, Кардіфф, Уельс — 4 квітня 2021) — британський політик-консерватор. З 2010 по 2012 вона була міністром з питань Уельсу в уряді Девіда Кемерона.

## Життєпис
До початку своєї політичної кар'єри, Гіллан працювала маркетинговим керівником декількох компаній. Вона вперше була обраний до Палати громад у 1992 році і була молодшим міністром освіти і зайнятості з 1995 по 1997 в уряді Джона Мейджора. Після 1997 року вона працювала представником Консервативної партії з торгівлі та промисловості, закордонних і внутрішніх справ. Тіньовий міністр з питань Уельсу з 2005 по 2010.